# Gonomyia (Leiponeura) crepuscula
Gonomyia (Leiponeura) crepuscula is een tweevleugelige uit de familie steltmuggen (Limoniidae). De soort komt voor in het Neotropisch gebied.